# Teo Macero
Teo Macero, właśc. Attilio Joseph Macero (ur. 30 października 1925 w Glens Falls, zm. 19 lutego 2008 w Riverhead) – amerykański kompozytor, saksofonista i producent muzyczny.
Absolwent Juilliard School w Nowym Jorku. Jako kompozytor współpracował z Charlesem Mingusem. W latach 50. członek formacji jazzowej Third Stream. Uznawany za pioniera w dziedzinie realizacji nagrań jazzowych i jednego z pierwszych producentów stosujących nowatorskie metody rejestracji dźwięku. W latach 60. i 70. XX wieku, współpracował z Milesem Davisem realizując jego albumy Bitches Brew, In a Silent Way i Get Up with It.
Zmarł po długiej chorobie w wieku 82 lat.